# Aeogae (metropolitana di Seul)
Aeogae (애오개역, Aeogae-yeok ) è una stazione della metropolitana di Seul della linea 5 della metropolitana di Seul. La stazione si trova nel quartiere di Seodaemun-gu, nel centro di Seul.

## Linee
SMRT
● Linea 5 (Codice: 530)

## Struttura
La stazione possiede due marciapiedi laterali con porte di banchina a protezione dei due binari passanti.
| Direzione Sangil-dong/Macheon | ● Linea 5 | per Jongno 3-ga, Wangsimni, Sangil-dong e Macheon |
| Direzione Banghwa             | ● Linea 5 | per Gongdeok, Yeouido, Gimpo Aeroporto e Banghwa  |

## Stazioni adiacenti
| «        | Servizio | »            |
| Linea 5  | Linea 5  | Linea 5      |
| -------- | -------- | ------------ |
| Gongdeok | -        | Chungjeongno |